# Radomierzyce
Radomierzyce (deutsch Radmeritz) ist ein Dorf mit 316 Einwohnern im östlichen Teil der Oberlausitz im Südwesten der Republik Polen. Es gehört zur Gemeinde Zgorzelec des Powiat Zgorzelecki in der Woiwodschaft Niederschlesien.

## Geografie
Radomierzyce liegt etwa zehn Kilometer südlich von Zgorzelec und circa zehn Kilometer südöstlich von Görlitz. Eine Brücke über die Lausitzer Neiße, dem Grenzfluss zur Bundesrepublik Deutschland, verbindet das Dorf seit 2003 mit dem zur Stadt Görlitz gehörenden Ort Hagenwerder.
In Radomierzyce mündet die Wittig (polnisch Witka) in die Lausitzer Neiße. Nach der Teilung der Oberlausitz auf dem Wiener Kongress 1815 bildete die Wittig bis 1945 die Grenze zwischen dem beim Königreich Sachsen verbliebenen westlichen Teil der Oberlausitz und dem zum Königreich Preußen geschlagenen östlichen Teil. Seit 1945 gehört das Dorf zum polnischen Staatsgebiet.

## Geschichte und Bauwerke
Während der Großteil des Gebäudebestandes des Ortes aus dem 19. und frühen 20. Jahrhundert stammt, wird Radomierzyce bis heute von den Bauten geprägt, die zu Lebzeiten des Radmeritzer Grundherrn und polnisch-sächsischen Kammerherrn Joachim Sigismund von Ziegler und Klipphausen errichtet wurden. In seinem Auftrag entstand bis 1728 nach Plänen sächsischer Oberlandbaumeister das Freie Weltadelige Evangelische Fräuleinstift Joachimstein in Gestalt eines dreiflügeligen Wasserschlosses mit Gartenhaus, Kavalierhaus und Gartenanlage im französischen Stil. Zuvor hatte von Ziegler und Klipphausen bereits nach einem Brand die Kirche bis 1713 grundlegend neu aufführen sowie den Marstall und die Forstmeisterei errichten lassen. Auch der Kern der heute noch existierenden Mühle an der Wittig geht auf Joachim Sigismund von Ziegler und Klipphausen zurück.
Den Abschluss fanden die Bautätigkeiten mit dem Grufthaus für die Stiftsfräulein auf dem Kirchhof von Radomierzyce, das neben der Kanitz-Kyawschen Gruft in Hainewalde als prächtigster adeliger Gruftbau der Oberlausitz gilt. Westlich des Grufthauses der Stiftsfräulein ist in die Kirchhofsmauer das Grabplattenfragment eines 1313 gestorbenen Herrn von Lossow eingelassen. Weitere Grabplatten des 16. und 17. Jahrhunderts mit lebensgroßen Darstellungen der adeligen Verstorbenen im Halbrelief befinden sich an der Außenwand der Kirche. Joachim Sigismund von Ziegler und Klipphausen ist in einem separaten Grufthaus beigesetzt, das er dem Chorscheitel der Kirche anfügen ließ. Damit verfügt Radomierzyce über einen außergewöhnlichen Bestand an Sachzeugnissen adeliger Sepulkralkultur vom Hochmittelalter bis in die Barockzeit.

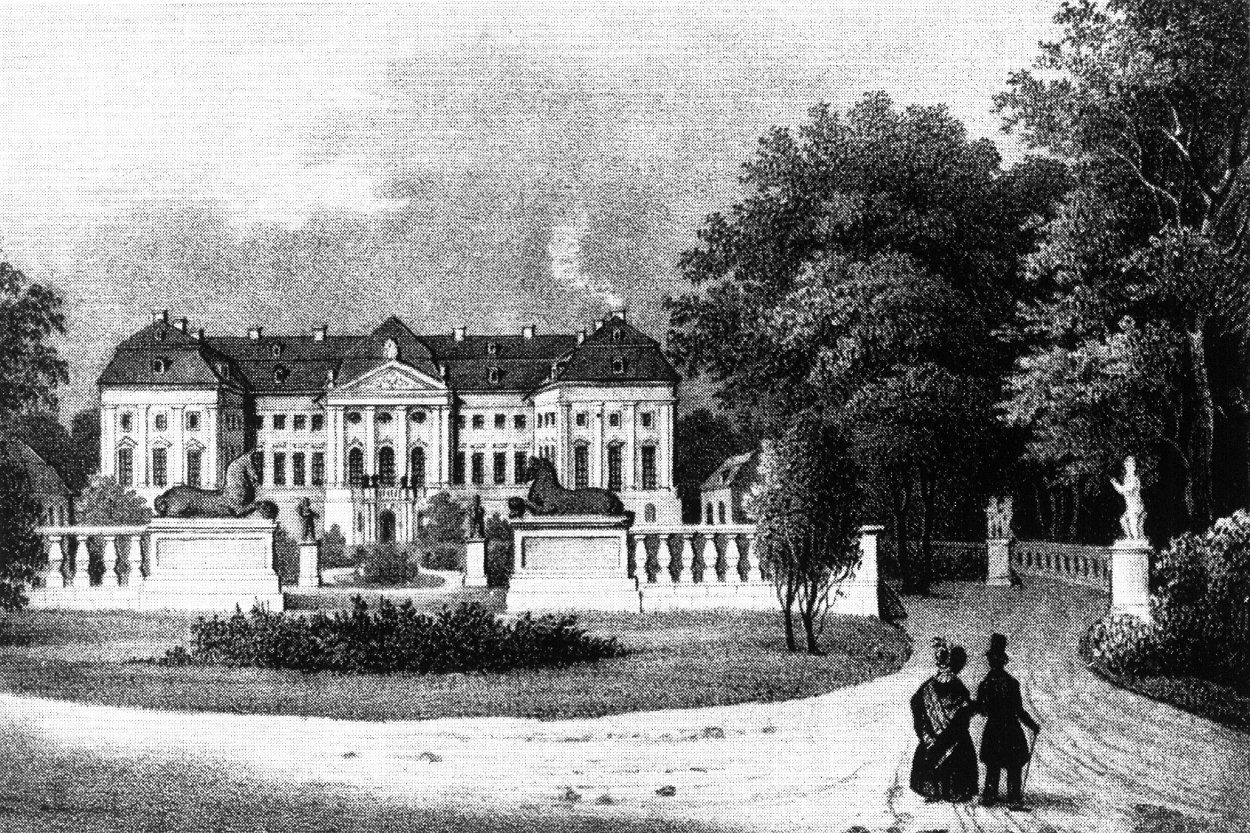
Stift Joachimstein, 1839
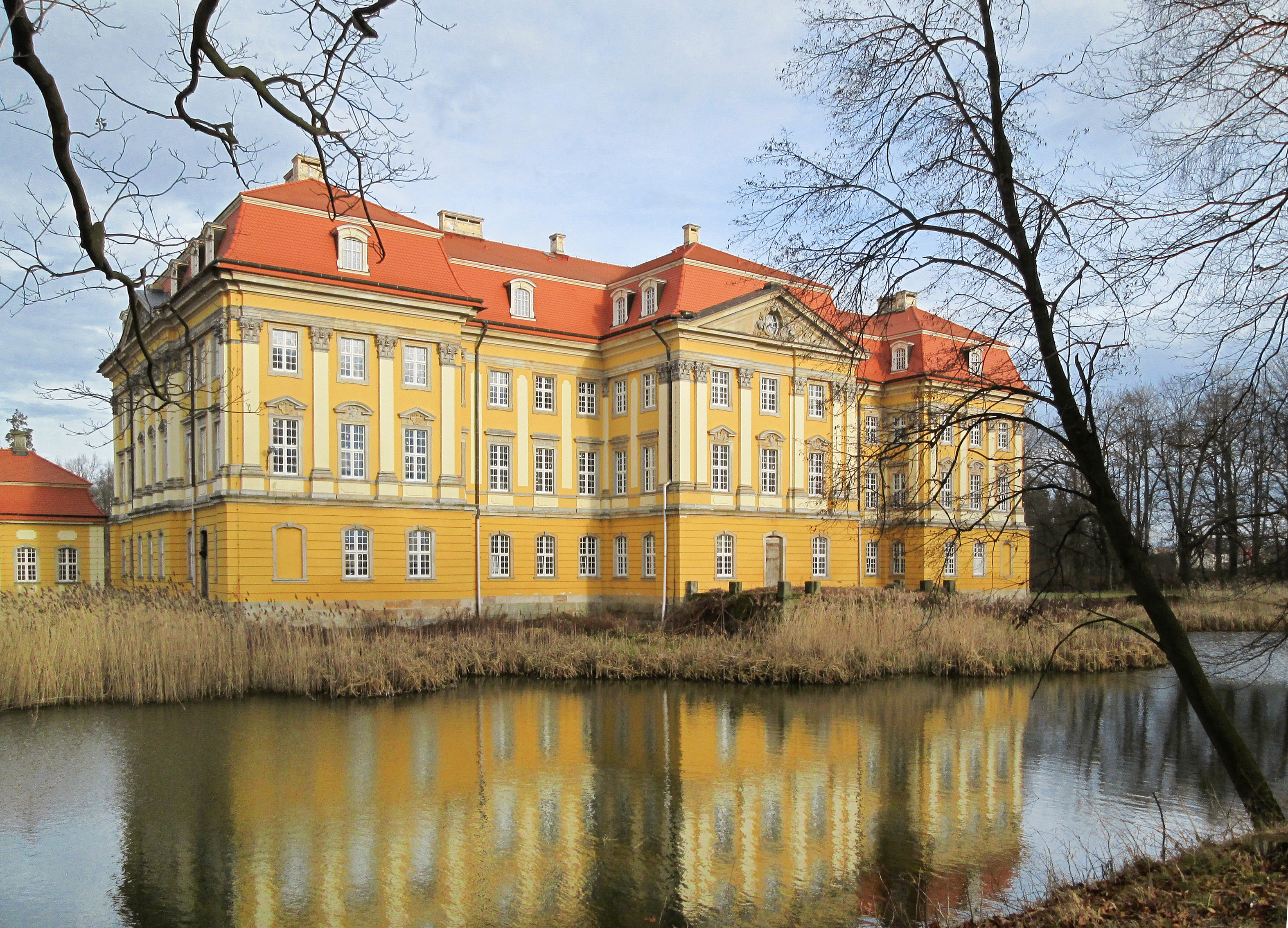
Stift Joachimstein 2014
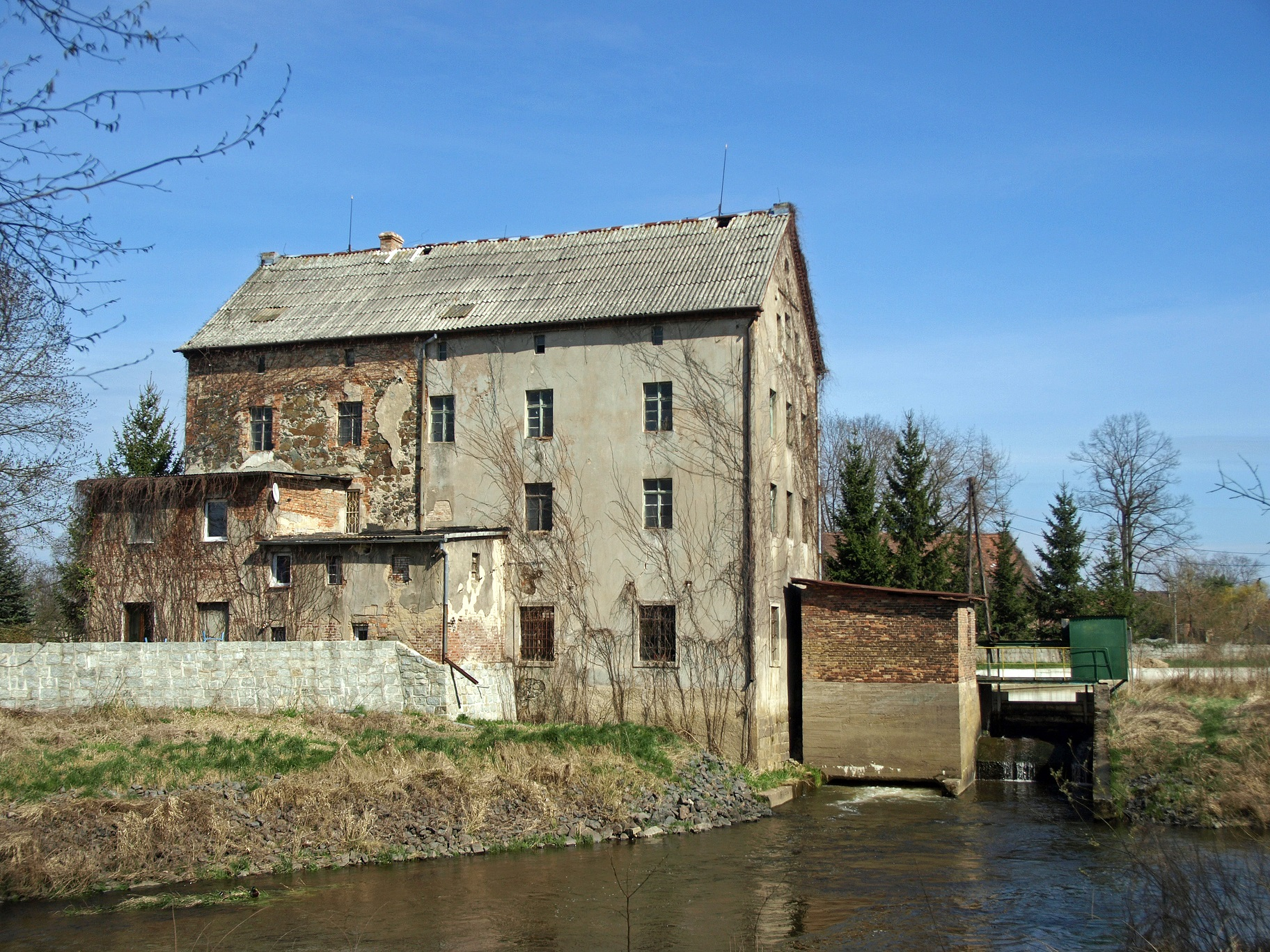
Mühle an der Wittig
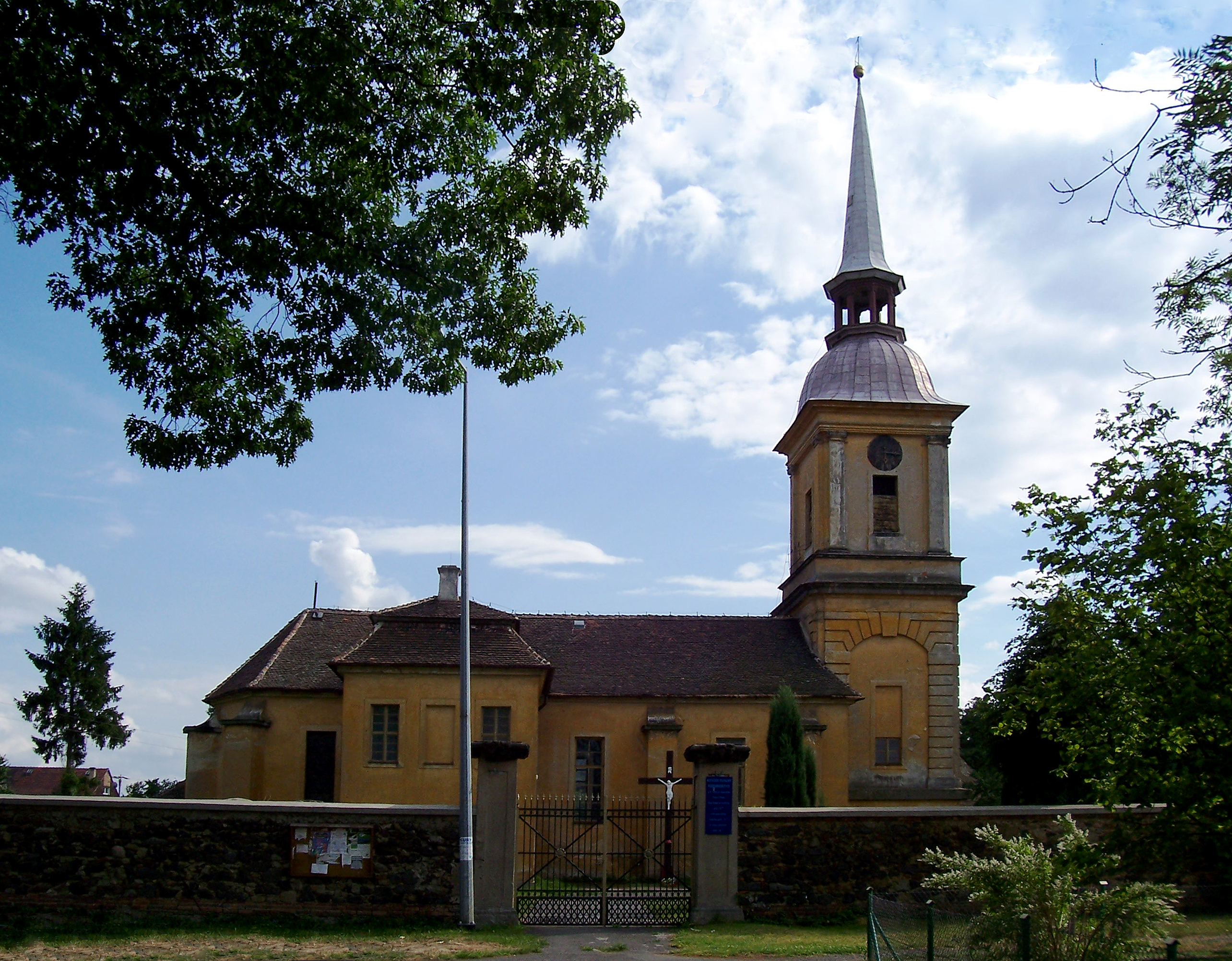
Ansicht der Kirche von Norden
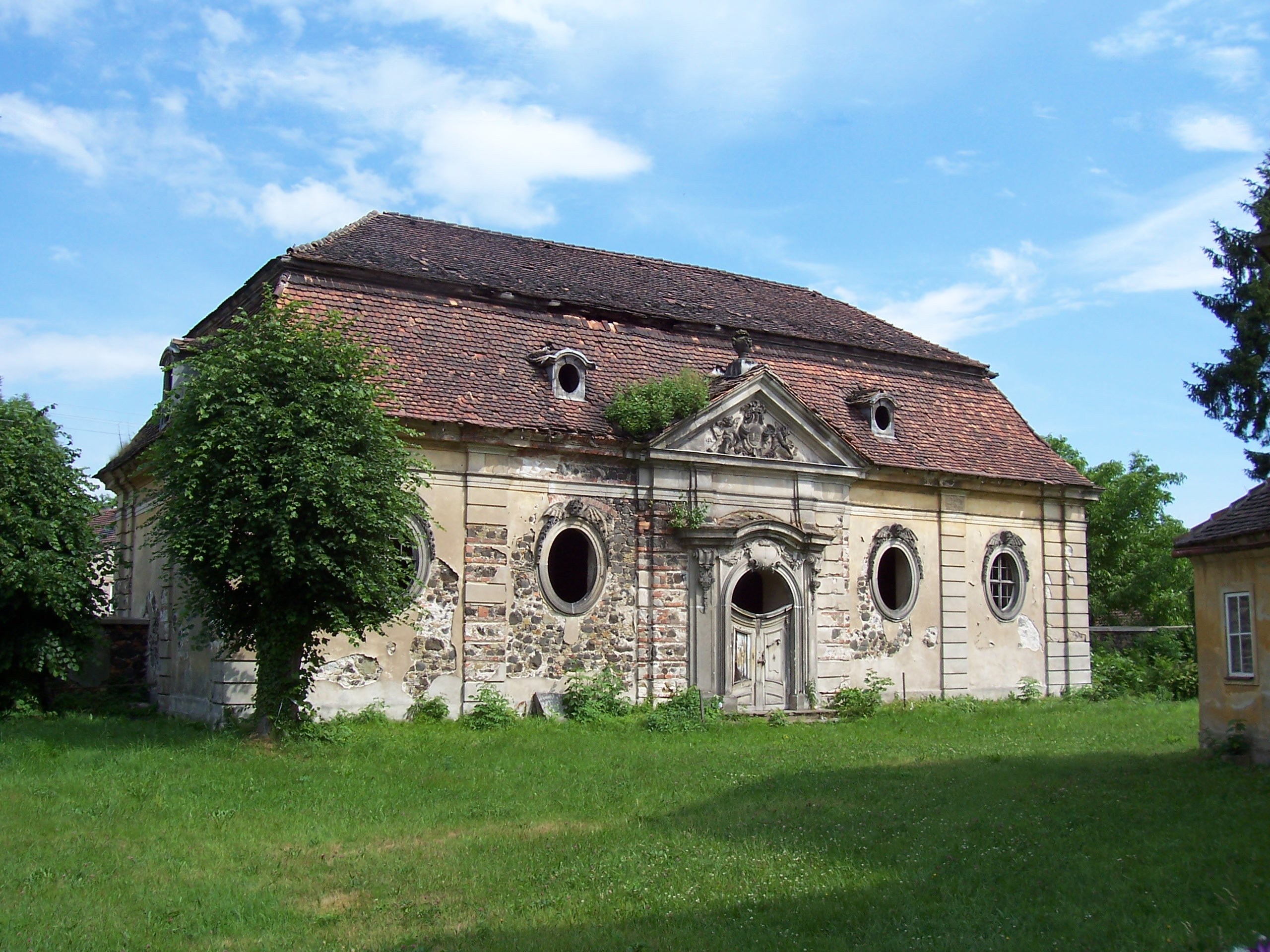
Grufthaus der Stiftsfräulein
Luftaufnahme des Orts

## Persönlichkeiten
- Joachim Sigismund von Ziegler und Klipphausen (1660–1734), Grundherr, Kammerherr am sächsischen Hof
- Heinrich Anselm von Ziegler und Kliphausen (1663–1697), Romanschriftsteller und Historiograph
- Richard Schipke (1874–1932), Bildhauer